# Wang Xinjie
Wang Xinjie (en chino: 王鑫杰; Shanghái, 24 de octubre de 1996) es un deportista chino que compite en tiro, en la modalidad de pistola. Participó en los Juegos Olímpicos de París 2024, obteniendo una medalla de bronce en la prueba de pistola rápida de fuego 25 m.

## Palmarés internacional
| Juegos Olímpicos | Juegos Olímpicos | Juegos Olímpicos  | Juegos Olímpicos             |
| Año              | Lugar            | Medalla           | Prueba                       |
| ---------------- | ---------------- | ----------------- | ---------------------------- |
| 2024             | París (Francia)  | Medalla de bronce | Pistola rápida de fuego 25 m |